# Торій-232
То́рій-232 — природний радіоактивний нуклід хімічного елемента торію з масовим числом 232. Ізотопна поширеність торію-232 становить практично 100 %. Найбільш довгоживучий ізотопом торію (232Th альфа-радіоактивний з періодом напіврозпаду 1,405×1010 років, що в три рази перевищує вік Землі і порівнянний з віком Всесвіту). Родоначальник радіоактивного сімейства торію. Цей радіоактивний ряд закінчується утворенням стабільного нукліда свинцю-208.
Решта ряду є короткоживучими; найбільший період напіврозпаду в 5,75 року в радію-228 і 1,91 року в торію-228, а у всіх інших періоди напіврозпаду в цілому становлять до 5 днів.
Активність одного граму цього нукліда становить 4070 Бк.
Разом з іншими природними ізотопами торію, торій-232 з'являється в мізерних кількостях внаслідок розпаду ізотопів урану.

## Утворення і розпад
Торій-232 утворюється внаслідок таких розпадів:
- β−-розпад нукліда 232Ac (період напіврозпаду становить 119(5)[1] c):

{\displaystyle \mathrm {^{232}_{\ 89}Ac} \rightarrow \mathrm {^{232}_{\ 90}Th} +e^{-}+{\bar {\nu }}_{e};}
- K-захоплення, здійснюване нуклідом 232Pa (період напіврозпаду становить 1,31(2)[1] дня):

{\displaystyle \mathrm {^{232}_{\ 91}Pa} +e^{-}\rightarrow \mathrm {^{232}_{\ 90}Th} +{\bar {\nu }}_{e};}
- α-розпад нукліда 236U (період напіврозпаду становить 2,342(3)×107[1] років):

{\displaystyle \mathrm {^{236}_{\ 92}U} \rightarrow \mathrm {^{232}_{\ 90}Th} +\mathrm {^{4}_{2}He} .}
Розпад торію-232 відбувається в таких напрямах:
- α-розпад в 228Ra (ймовірність 100%[1], енергія розпаду 4 081,6(14) кеВ[2]):

{\displaystyle \mathrm {^{232}_{\ 90}Th} \rightarrow \mathrm {^{228}_{\ 88}Ra} +\mathrm {^{4}_{2}He} ;}
енергія випромінюваних α-частинок 3 947,2 кеВ (в 21,7 % випадків) і 4 012,3 кеВ (в 78,2 % випадків).
- Спонтанний поділ (ймовірність 11(3)×10-10%)[1];
- Кластерний розпад з утворенням нуклідів 24Ne і 26Ne (ймовірність розпаду менше 2,78×10-10%)[1]:

{\displaystyle \mathrm {^{232}_{\ 90}Th} \rightarrow \mathrm {^{208}_{\ 80}Hg} +\mathrm {^{24}_{10}Ne} ;}
{\displaystyle \mathrm {^{232}_{\ 90}Th} \rightarrow \mathrm {^{206}_{\ 80}Hg} +\mathrm {^{26}_{10}Ne} ;}
- Подвійний β−-розпад (з надзвичайно малою ймовірністю, енергія розпаду 837,6(22) кеВ[2])

{\displaystyle \mathrm {^{232}_{\ 90}Th} \rightarrow \mathrm {^{232}_{\ 92}U} +2e^{-}+2{\bar {\nu }}_{e}.}

## Застосування
- 232Th є ядерною паливною сировиною, яка при поглинанні нейтронів перетворюється в уран-233, який своєю чергою є основою уран-торієвого паливного циклу[5].

Перетворення відбувається за таким ланцюжком:
{\displaystyle \mathrm {^{1}_{0}n} +\mathrm {^{232}_{\ 90}Th} \rightarrow \mathrm {^{233}_{\ 90}Th} {\xrightarrow[{22,3\ min}]{\beta ^{-}\ 1,243\ MeV}}\mathrm {^{233}_{\ 91}Pa} {\xrightarrow[{26,967\ d}]{\beta ^{-}\ 0,5701\ MeV}}\mathrm {^{233}_{\ 92}U} .}
- У вигляді препарату торотрасту суспензія діоксиду торію використовувалася як контрастна речовина при ранній рентгенодіагностиці. Нині препарати торію-232 класифікуються як канцерогенні[6].